# St. Mary's (Alaska)
St. Mary's is een plaats (city) in de Amerikaanse staat Alaska, en valt bestuurlijk gezien onder Wade Hampton Census Area.

## Demografie
Bij de volkstelling in 2000 werd het aantal inwoners vastgesteld op 500.

## Geografie
Volgens het United States Census Bureau beslaat de plaats een oppervlakte van
130,0 km², waarvan 113,8 km² land en 16,2 km² water.

## Plaatsen in de nabije omgeving
De onderstaande figuur toont nabijgelegen plaatsen in een straal van 68 km rond St. Mary's.